# Misery (chanson de Maroon 5)
Pour les articles homonymes, voir Misery.
Singles de Maroon 5
Goodnight Goodnight
(2007) Give a Little More
(2010)
Pistes de Hands All Over
Give a Little More
Misery est le premier single extrait du troisième album, Hands All Over du groupe Maroon 5.
La chanson est à propos du chanteur du groupe se trouvant dans une situation difficile quand une relation se fane.

## Le clip
Le clip présente Adam Levine se faisant maltraiter par sa copine, le mannequin russe Anne Vyalitsyna, qui était également sa copine dans la vie au moment du tournage du clip .
Il existe deux versions du clip : la version "normale" et une version "censurée" où la violence est remplacée par des dessins de cartoon.

## Classement
| Classement (2010)                       | Meilleure position |
| --------------------------------------- | ------------------ |
| Allemagne (Media Control AG)            | 30                 |
| Australie (ARIA)                        | 39                 |
| Autriche (Ö3 Austria Top 40)            | 28                 |
| Belgique (Flandre Ultratip 100)         | 2                  |
| Belgique (Wallonie Ultratop 50 Singles) | 30                 |
| Canada (Hot 100)                        | 13                 |
| Danemark (Tracklisten)                  | 28                 |
| France (SNEP Téléchargement)            | 14                 |
| Hongrie (Rádiós Top 40)                 | 4                  |
| Irlande (IRMA)                          | 10                 |
| Italie (FIMI)                           | 19                 |
| Japon (Hot 100)                         | 4                  |
| Corée du Sud (GAON)                     | 4                  |
| Pays-Bas (Nederlandse Top 40)           | 10                 |
| Nouvelle-Zélande (RMNZ)                 | 38                 |
| Suisse (Schweizer Hitparade)            | 32                 |
| Royaume-Uni (UK Singles Chart)          | 30                 |
| États-Unis (Hot 100)                    | 14                 |
| États-Unis (Adult Pop Songs)            | 1                  |
| États-Unis (Adult Contemporary)         | 9                  |
| États-Unis (Pop Airplay)                | 8                  |
| États-Unis (Dance Club Songs)           | 5                  |